# Memories in Rock - Live in Germany
Memories in Rock - Live in Germany è il quinto album live pubblicato dalla hard rock/heavy metal band Rainbow nel 2017; l'album esce dopo oltre un decennio di silenzio, e vede una formazione completamente rinnovata oltre all'inserimento in scaletta di molti brani scritti da Ritchie Blackmore all'epoca in cui suonava nei Deep Purple.
È stato pubblicato anche in versione DVD.

## Tracce

### Disco 1
1. Highway Star – 8:31
2. Spotlight Kid – 5:21
3. Mistreated – 9:17
4. 16th Century Greensleeves – 6:47
5. Since You Been Gone – 3:06
6. Man on the Silver Mountain – 5:50
7. Catch The Rainbow – 8:59
8. Difficult To Cure (Beethoven's Ninth) – 10:04
9. Perfect Strangers – 6:06
10. Stargazer – 10:04
11. Long Live Rock 'n' Roll – 8:14
12. Child In Time / Woman From Tokyo – 10:44
13. Black Night – 6:43
14. Smoke On The Water – 6:11

## Formazione
- Ritchie Blackmore - chitarra
- Ronald Romero - voce
- David Keith - batteria
- Bob Nouveau - basso
- Jens Johansson - tastiere